# Ascobolus dadei
Ascobolus dadei är en svampart som beskrevs av A.E. Bell & Mahoney 2005. Ascobolus dadei ingår i släktet Ascobolus och familjen Ascobolaceae.   Inga underarter finns listade i Catalogue of Life.